# メタボレンジャー
メタボレンジャーとは、「日本一健康なまち」を目指している新潟県見附市で、メタボリックシンドロームを撃退するため、男性5人が市民モニターとして、2007年4月から半年に亘って、食事や運動など生活習慣の改善に取り組んだローカルヒーローである。

## メンバー
メタボレンジャーは、青年会議所のメンバーやOBである男性5人が組んでメタボリックシンドロームの撃退に取り組むものである。
- 山田ピンク
- 村上レッド
- 小林ブルー
- 下村イエロー
- 岩井グリーン

## メタボレンジャー結成の理由
メタボレンジャーに先駆けて2006年12月より市長が腹囲を半年かけて6センチ減らす「市長のさよならメタボ大作戦!」を実施し、その様子を市のホームページで公表していたことをヒントに、青年会議所メンバーの1人が翌年の1月のいきいき健康づくり推進協議会の会合で、市民モニターの公募を提案したが、一般からの応募がなかったため、会議所のメンバーやOBがメタボレンジャーとしてモニターをすることになった。

## 名前の由来
5人はいずれも腹囲が基準を上回るメタボリックシンドロームまたはその予備軍であり、メタボレンジャーの名称は、5人組の戦隊ヒーローにちなんで命名した。

## 主な活動
見附市では、「いきいき健康づくり事業」を推進するための一環として健康運動教室を実施しているが、これは、個人の身体状況に対応したプログラムによる運動指導で、期間中は、週2回教室へ参加し、そのほか、家庭用の運動プログラムにそって運動するものである。そこで、メタボレンジャーもこの運動教室に参加することになり、自転車型トレーニングマシンで運動をしたり、個人的にウォーキングや栄養をバランスよく取る食生活を実施するほか、ひとり一人に栄養士と保健師がつき、個別プログラムに基づいて電話や面談で食事や運動のポイントを指導を受けるなどして、内臓脂肪の解消に取り組んだ。また、5人で取り組んだ、時には仲間意識やライバル意識が働き、それが、さらなる効果を生んだ。

## 結果
半年間に亘るメタボリックシンドロームとの戦いの末、5人全員が一定の成果を得ることができ、腹囲は6.5～4.1cm、体重は9.8～2.5kg、体脂肪率は4.2～2.8%減らすことができ、筋肉率は1.9～1.1%増やすことができ、体年齢は6～3歳若返らすことができ、そして内臓脂肪レベルは4～1の改善に成功し、メタボリックシンドロームとの戦いに幕を閉じた。